# Coleophora aethiopiformis
Coleophora aethiopiformis é uma espécie de mariposa do gênero Coleophora pertencente à família Coleophoridae.